# La Guéroulde
La Guéroulde je francouzská obec v departementu Eure v regionu Normandie. V roce 2010 zde žilo 781 obyvatel.

## Vývoj počtu obyvatel
Počet obyvatel 